# 八歩区
八歩区（はっぽ-く）は中華人民共和国広西チワン族自治区賀州市に位置する市轄区。

## 行政区画
- 街道:八歩街道、城東街道、江南街道
- 鎮:賀街鎮、歩頭鎮、蓮塘鎮、大寧鎮、南郷鎮、桂嶺鎮、開山鎮、里松鎮、信都鎮、霊峰鎮、仁義鎮、鋪門鎮
- 民族郷:黄洞ヤオ族郷